# Willandra-tóvidék

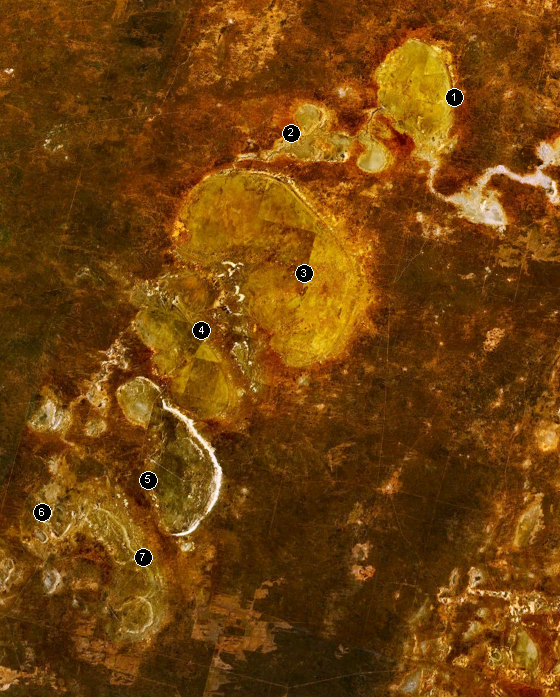
A Willandra tóvidék egy része. 1) Mulurulu-tó, 2) Willandra Creek, 3) Garnpung-tó, 4) Leaghur-tó, 5) Mungo-tó, 6) Arumpo-tó, 7) Chibnalwood-tavak

A Willandra-tóvidék (angolul Willandra Lakes Region) egy mintegy 2400 km² kiterjedésű világörökségi helyszín Ausztráliában, Új-Dél-Wales délkeleti részén, a Murray-medencében. A terület középső része 70 m-es tengerszint feletti magasságban fekszik. Negyvenen laknak itt, és hozzávetőleg ezren látogatnak ide évente.
A terület fontos természeti és kulturális értékekkel rendelkezik, megtalálhatók itt az ősi emberi civilizáció kivételesen ritka nyomai, beleértve a világ legrégebbi hamvasztóhelyét. A körzet egy kisebb része 1979 óta a Mungo Nemzeti Park védelme alá tartozik.

## Növény- és állatvilága
A régió mai éghajlata félsivatagi. Szórványos növényzetét bokrok, fűfélék és ligetek alkotják, köztük homokdűnék és sivatagos területek húzódnak. A ligetek uralkodó fafaja az eukaliptusz-félék (leggyakoribbak az Eucalyptus oleosa és az Eucalyptus dumosa), a sivatagos területeken a tűlevelűek (a ciprusfélékhez tartozó Callitris columellaris és a Trioda irritans, azaz sündisznófű) jellemzők.
A területen körülbelül húszféle emlősállat él, köztük vörös óriáskenguruk és nyugati szürke óriáskenguruk, rövidcsőrű hangyászsün, valamint több denevérfaj.

## Kőzetei
A tóvidék eredete a földtörténeti harmadidőszakba nyúlik vissza. mészkő és márga összetételű tengeri üledékes kőzetek találhatók itt, amelyekre a negyedkorban rakódhatott homok. A régió homokdűnéi az akkori uralkodó kelet-nyugati széliránynak hatására terjedtek el, azután növekedésüknek köszönhetően stabilizálódtak, majd a Krisztus előtti 18 000–16 000 időszakban ideiglenesen ismét mozgásba lendültek.
A terület homokalakzatai a pleisztocén korban keletkeztek. Itt jól nyomonkövethetőek az eljegesedések és felmelegedések váltakozásának az el nem jegesedett földterületekre gyakorolt hatásai.

## A tavak keletkezése
A tavak először egy 1088 négyzetkilométeres egybefüggő víztükröt alkottak, amelyet a Lachlan folyó egy mellékága, a Willandra Billabong Creek látott el vízzel. Akadtak azonban olyan medrek, ahova csak időszakosan jutott víz. A legnagyobb méretű a Garnpung tó 500 négyzetkilométeres felszínével és 10 méteres mélységével.
13 000 évvel ezelőtt a tóvidék elkezdett kiszáradni, utolsó vizes területe a Mulurulu tó maradt.

## Emberek a területen
Archeológiai bizonyítékok alapján állítjuk, hogy a terület már 30 000 éve lakott volt. Találtak itt egy Krisztus előtt 26 000 körül használt hamvasztót, illetve egy 30 000 körül használt temetkezési helyet. A földbe temetett holttesteket okkerrel borították, ami az első ismert temetkezési rituáléra utal. Krisztus előtt 18 000-ből származó dörzsköveket is találtak, amiket a fűmagok megőrlésére használtak festéknyerés céljából. Óriás erszényesállatok jó állapotú csontvázát is feltárták itt.
A 2003-ban forgatott Journey of Man (Az ember útja) című film a Willandra-tóvidéket is bemutatja.

## Fordítás
- Ez a szócikk részben vagy egészben  a   Willandra-Seenregion című német Wikipédia-szócikk ezen változatának fordításán alapul.  Az eredeti cikk szerkesztőit annak laptörténete sorolja fel. Ez a jelzés csupán a megfogalmazás eredetét és a szerzői jogokat jelzi, nem szolgál a cikkben szereplő információk forrásmegjelöléseként.